# Knut Peters
Knut Peters, född den 22 februari 1894 i Fjällbacka i Kville församling, död den 17 januari 1951 i Söndrum, var en svensk präst, liturgiker och teolog.

## Biografi
Knut Peters var son till kyrkoherden Anders Johan Petersson och dennes hustru Anna Carlberg. Efter studentexamen vid Göteborgs högre latinläroverk 1912 påbörjade han studier vid Göteborgs högskola. Efter teologisk-filosofisk examen fortsatte han studierna vid Uppsala universitet, där han avlade teologie kandidatexamen 1915, och 1916 prästvigdes Peters för tjänst i Göteborgs stift. År 1919 blev han komminister i Västra Tollstads församling i Linköpings stift. Efter vidare studier i Lund avlade han teologie licentiatexamen 1926. Han utnämndes 1929 till kyrkoherde i Söndrums församling i Halland, en tjänst han hade till sin bortgång.
Peters hade en del förtroendeuppdrag, bland annat som adjungerad ledamot av Kyrkosångens vänners centralkommitté från 1927, ledamot av styrelsen för Hallands kyrkosångsförbund från 1934, vice ordförande i Laurentius Petri-sällskapet från 1941, skattmästare där 1941–1947, och ordförande i styrelsen för S:t Olofs kapellstiftelse i Tylösand från 1946. År 1946 utnämndes han till kyrkobokföringsinspektör.
Av sin professor i praktisk teologi i Uppsala, Edvard Rodhe, inspirerades Peters att utforska det svenska gudstjänstlivets historia. Hans huvudarbete är Den gregorianska sången (1930). Han arbetade också på en kritisk utgåva av bönboken Breviarium Lincopense, tryckt i Nürnberg 1493. Utgåvan kom att fullbordas efter hans död.
Peters är känd för att tillsammans med Arthur Adell ha varit pionjär för tidegärdens förnyelse inom Svenska kyrkan. De utgav tillsammans Evangelisk tidegärd (1924), Veckans tideböner (1934), Svensk tidegärd (1939) och Den svenska tidegärden (1944 och framåt). Musiken härtill utgav de i Svenskt antifonale 1938. Tillsammans med Albert Runbäck utgav han 1940 en utgåva av koralboken med preludier och kommentarer.
Bland Peters egna skrifter kan också nämnas Ur Västra Tollstads kyrkas historia (1928) och Söndrums kyrka (1941).
Peters har fått ge namn åt en gata i Söndrum.